# 細川定輔
細川 定輔（ほそかわ さだすけ）は、戦国時代から安土桃山時代にかけての武将。長宗我部氏の家臣。土佐国長岡郡栗山城主。出家して宗桃と称す。

## 略歴
細川国隆の子として生まれる。十市細川氏は管領細川頼之の後裔であり、長岡郡十市栗山城を居城としたので、十市姓も称した。
天文18年（1549年）頃に国隆は長宗我部国親に降り、以後十市細川氏は長宗我部家の重臣として活躍するが、国隆の跡を継いだ定輔は娘を香宗我部秀通に嫁がせ、香宗我部氏とも縁戚関係を結んでいる。
永禄4年（1561年）頃、土佐郡神田城を手中に収めた長宗我部元親は定輔を城主とし、同6年に本山氏が朝倉城を焼いて退去すると、元親は定輔を主将として城を守備させた。
こうして元親の土佐統一に貢献した定輔は天正2年（1574年）、幡多郡平定にあたり吉奈城主となり、四国統一に際しては阿波の海部、伊予の北川・高森の陣に参戦して功を立てた。定輔が吉奈城主となってからは長子の備前守が十市城に在城し、次子の頼定は池城主となった。死後、三子の頼重が嫡男となり、関ヶ原の戦いにも出陣した。